# Jaleo
|  | Aquest article tracta sobre la festa. Vegeu-ne altres significats a «Jaleo (desambiguació)». |

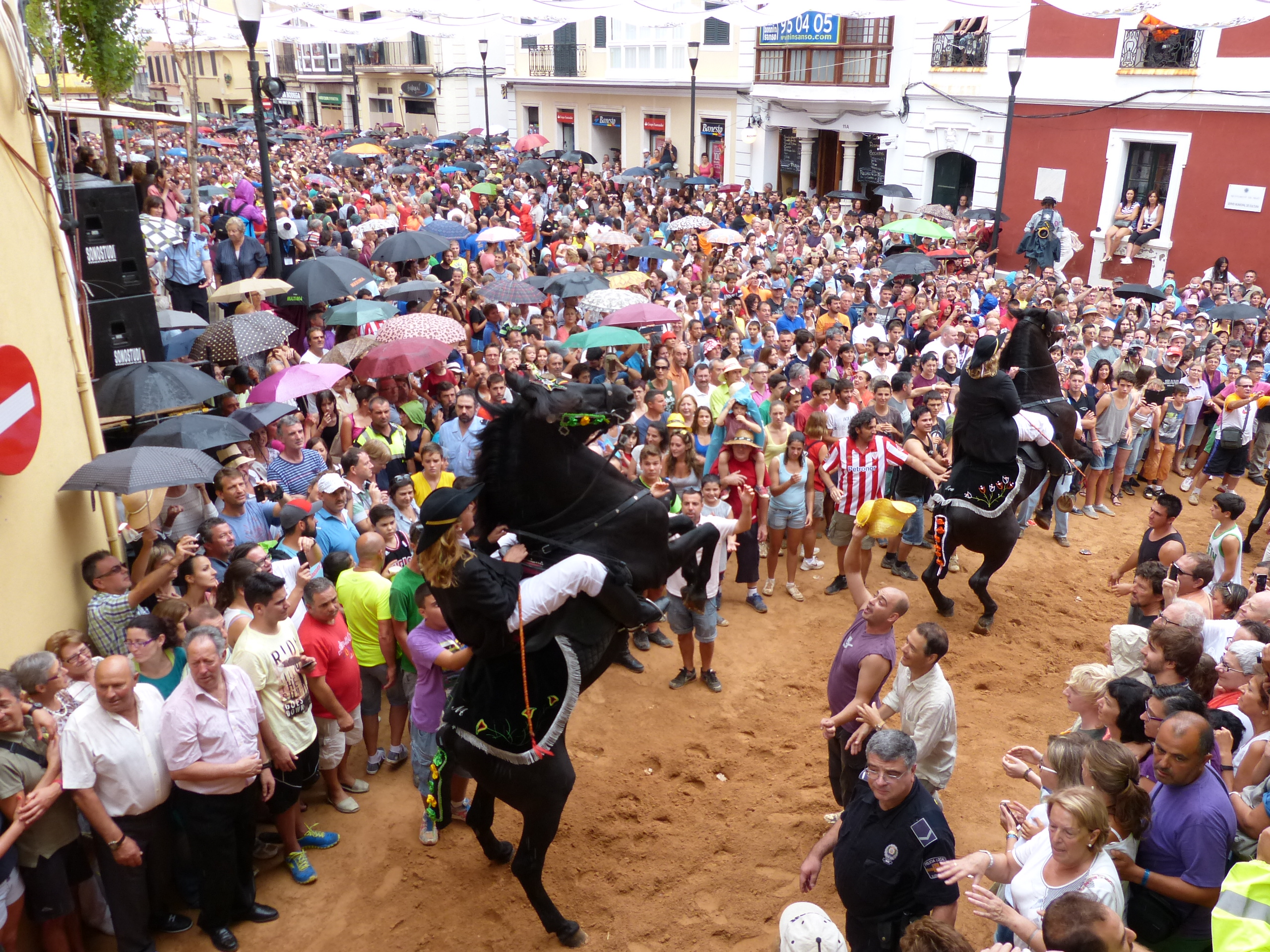
Es jaleo a Maó

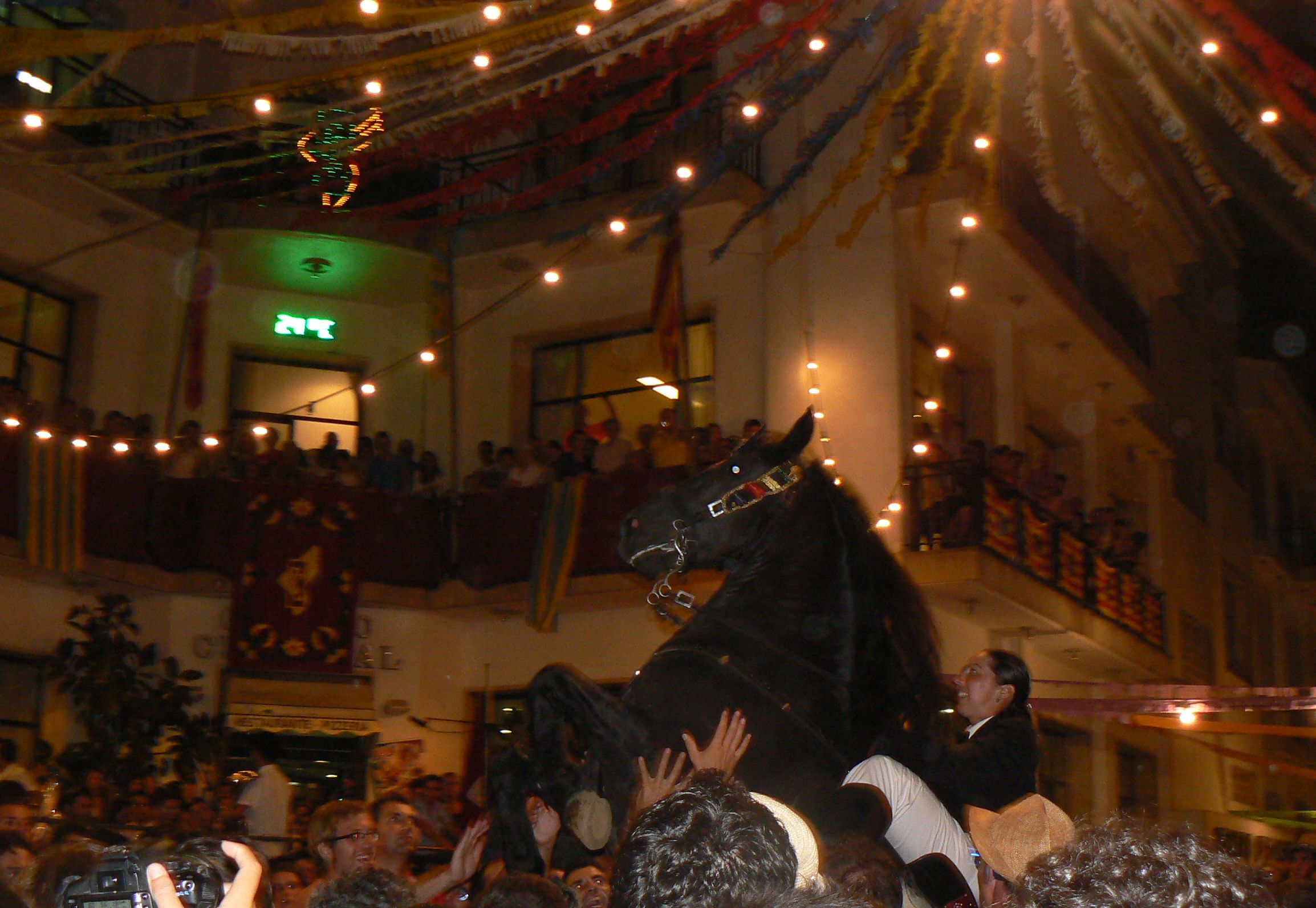
Jaleo de nit

El jaleo o ball de cavalls menorquí és una manifestació festiva tradicional de Menorca i present a totes les festes patronals de l'illa, a la qual cavalls engalanats i genets demostren la seva elegància i destresa al so de la música.
Les festes populars de Menorca són protagonitzades pels cavalls (adornats amb llaços, brodats i clavells multicolors) i genets, entre els quals hi ha els "caixers" (genet que representa un dels estaments principals de poder) i els cavallers (la resta). Tant els cavalls com els genets van convenientment engalanats i aconjuntats, sovint en colors sobris per a destacar els brodats i clavells dels cavalls. Els adornos de cavalls i genets varia segons el municipi. Es reviu cada any un ritual que neix a principis del segle xiv i és d'origen religiós. Els diferents caixers representen els estaments socials. Els més importants són el caixer senyor, caixer batlle i el caixer capellà, però se'n poden trobar més modernament i a certes viles d'altres que poden representar gent del poble, com el caixer fadrí, sa capellana, pagesos, artesans diversos, etc.
Els caixers es van arreplegant amb el "fabioler" al capdavant i una vegada reunits van sortint a la plaça del poble a celebrar el tradicional "jaleo". Els caixers fan botar els seus cavalls mentre sona la música típica d'aquest. La gent participa d'aquesta festa ajudant a botar el cavall i donant ànims als seus genets.
El jaleo s'acaba amb l'entrega de canyes i una cullereta de plata. La música que sona és diferent a la d'abans. Aquestes festes se celebren al llarg de tot l'estiu menorquí als diferents pobles de l'illa. Cada poble té les seves particularitats a l'hora de celebrar la festa.
Les primeres festes a celebrar-se són les de Sant Joan a Ciutadella i les darreres les de la Mare de Déu de Gràcia a Maó. Aquestes són totes a l'estiu, entre fi de juny i primers de setembre, però al gener hi ha la festa de Sant Antoni, patró de l'illa, que se celebra a tot arreu.